# Physalis lagascae
Physalis lagascae är en potatisväxtart som beskrevs av R. och S. Physalis lagascae ingår i släktet lyktörter, och familjen potatisväxter. Inga underarter finns listade i Catalogue of Life.